# カムシン・シーノーク
カムシン・シーノーク（คำสิงห์ ศรีนอก、 1930年12月25日 - ）はタイ王国の小説家。東北タイ（イーサーン）の民衆の生活を題材にした農村作家。1992年に、文学部門におけるタイ王国国家芸術家の指定を受ける。ペンネームであるラーオ・カムホーム（ลาว คำหอม）の名で知られる。

## 略歴
ナコーンラーチャシーマー県ブアヤイ郡タムボン・ノーンブアサアート、ノーンブアサアート村の農家で生まれる。チュラーロンコーン大学新聞学部に進学。
大学卒業後､1952年まで日刊紙ネーウ・ナーの新聞社に勤める。その後1956年までランプーン県リー郡の林野局勤務を経て、ナコーンラーチャシーマー県パークチョンで農業をしながら執筆活動を続ける。
1958年、『タイ人たち』を発表し、社会派作家として登場。
1976年10月の軍部によるクーデターのときにラオスに逃れた後、スウェーデンに亡命。その後､1981年、タイに帰国。
1992年には、文学部門におけるタイ王国国家芸術家の指定を受け、さらに100年間優秀短編作家賞を受賞。

## 作品

### 短編
- 「農家の物語-ラーチャプルックの花」（2003）（นิทานชาวบ้าน - ลมแล้ง、2546） ISBN 9747521962
- 『タイ人たち』（1958）（ฟ้าบ่กั้น：原題「空は限りなく広い」、2501） ISBN 9746890034

### 小説
- 「猫」 （1984）（แมว、2527）ISBN 9749639057

### ルポルタージュ
- 「子を背負って世界を巡る」（2001）（กระเตงลูกเลียบขั้วโลก、2544） （政治亡命時の旅行記）　ISBN 9747521083
- 「風除け」（2000）（กำแพงลม、2543） （農村と都市のルポルタージュ） ISBN 9747520354

## 翻訳
- 森幹男「家畜の群」『東南アジアー土俗の研究』平文社。1980
- ラーオ・カムホーム著　『タイ人たち』（星野龍夫訳）、めこん　1988　ISBN 4839600414